# Henrik Løve
 Der er for få eller ingen kildehenvisninger i denne artikel, hvilket er et problem. Du kan hjælpe ved at angive troværdige kilder til de påstande, som fremføres i artiklen.

Henrik Løve (tysk: Heinrich der Löwe; født 1129, død 6. august 1195) var fyrste i det Tysk-Romerske rige af Welfernes slægt. Han var hertug af Sachsen 1142-1180 og af Bayern fra 1156-1180. Han deltog sammen med Valdemar 1. den Store i erobringen af vendernes territorium og af Rügen i 1168, og var måske den, der fik størst gavn deraf ved en kolonisering af området med tyske bønder.
Henrik Løve mistede sine len, efter han nægtede at støtte kejser Frederik Barbarossa i hans felttog i Italien i 1176.
Han grundlagde og udviklede en række senere byer: München, Lübeck, Stade, Lüneburg og Braunschweig, hvor han havde sit slot Dankwarderode, og hvor han ligger begravet i katedralen, hvis opførelse han også stod for.

## Biografi
Henrik Løve var søn af Henrik den Stolte. Faderen døde i 1139 under kampen for at hævde sine besiddelser mod kejser Konrad 3., men hans moder Gertrud, kejser Lothars datter, forstod at føre hans sag så vel, at han ved udsoningen i 1142 ganske vist måtte afstå Bayern, men beholdt Sachsen med undtagelse af Nordmark (Brandenburg). I 1151 optog han på ny kampen og angreb Bayern. Året efter døde kejseren og efterfulgtes af Henrik Løves fætter og ven Frederik Barbarossa, til hvem han straks trådte i et godt forhold. Han ledsagede Frederik på dennes første tog til Italien, hvor sakserne udgjorde halvdelen af den kejserlige hær, og fik efter sin hjemkomst Bayern tilbage (1155), dog således at Østrig blev afstået og fra nu af dannede et eget hertugdømme. 
I Bayern lagde han grunden til det senere München, men Sachsen var dog hovedlandet, og med en kraftig og hensynsløs energi søgte Henrik Løve at undertvinge sine naboer, de hedenske vender, mod hvilke han havde taget korset under det 2. korstog 1147. Den egentlige kamp begyndte 1160, og 1164 var obotritternes land erobret indtil Peene-floden. Da fyrsten Pribislav i 1166 underkastede sig, fik han imidlertid den østlige del tilbage som len. Under største delen af kampen havde Henrik Løve været allieret med Valdemar den Store, men viste sig ofte som en yderst upålidelig forbundsfælle, der sikrede sig selv "løvens part" og ikke tog i betænkning at slippe venderne løs på de danske, når de blev ham for mægtige. Det erobrede land kristnedes og koloniseredes, og talrige stæder anlagdes som Lübeck, som Henrik Løve 1158 tog fra sin vasal, grev Adolf af Holsten. De vendiske bisper blev ganske afhængige af Henrik Løve, der havde fået investituren overdraget, og også i det egentlige Sachsen søgte han at bringe greverne og kirken ind under sig. 
Henrik Løves anseelse steg ved hans ægteskab med Mathilde, en datter af Henrik 2. af England; da han 1172 foretog et korstog til Jerusalem, modtoges han overalt med kongelig ære. I virkeligheden gav hans magt ikke kejserens meget efter: hans herredømme nåede fra Alperne til Nordsøen, og med stolthed kunne han i sit yndlingsopholdssted Braunschweig lade oprejse den endnu bevarede malmløve som sit symbol. 
Forholdet til Frederik Barbarossa havde hidtil været godt, men i 1176 nægtede Henrik Løve at følge ham på hans tog mod de lombardiske stæder og fastholdt sin vægring ved en sammenkomst. Følgen blev, at kejseren tabte slaget ved Leguano, men ikke desto mindre søgte han at undgå et brud, indtil endelig Henrik Løves mange fjender blandt fyrsterne og de saksiske stormænd bevægede ham til at skride ind. Henrik Løve indstævnedes til at forsvare sig for en rigsdag, og da han trods gentagne påbud ikke indfandt sig, lystes han i 1180 i band, og Bayern gaves til Otto af Wittelbach, mens Sachsen blev delt mellem Bernhard af Anhalt og ærkebispen af Köln, hvem Westfalen tilfaldt. Trods en hårdnakket modstand måtte Henrik Løve 1181 falde til føje og ydmyge sig, hvor efter han forvistes og begav sig til England. 
Da Frederik Barbarossa var draget af sted på det tredje korstog, kom Henrik Løve i 1189 atter til Tyskland, erobrede næsten hele Holsten fra sin fordums vasal grev Adolf, men blev senere slået og fik ved et forlig i 1190 kun sine arvegodser tilbage, lige som han måtte give sine to sønner, Henrik og Lothar, som gidsler. Fejderne i Sachsen vedblev imidlertid og antog snart karakteren af en sammensværgelse mod kejser Henrik 6., men i marts 1194 måtte Henrik Løve dog endelig falde til føje og levede fra nu af rolig på sin borg i Braunschweig.